# Campeonato de España de segunda categoría
El Campeonato de España de segunda categoría fue un torneo futbolístico por eliminación directa en el que participaban clubs pertenecientes a la segunda categoría de los campeonatos regionales españoles. Estaba situado jerárquicamente en un nivel inferior al Campeonato de España de primera categoría y se disputaron apenas unas pocas ediciones a comienzos del siglo XX.

## Historia
El torneo apareció en 1913 organizado por la Federación Española de Clubs de Foot-ball, antecesora de la Real Federación Española de Fútbol. Era de libre inscripción para los clubs que participasen en la segunda categoría de los campeonatos regionales y para los segundos equipos de los clubs de primera. Sólo se disputó una edición bajo esta fórmula, cuyo campeón fue el Centre d'Esports Sabadell.
Posteriormente, y con la Real Federación Española de Fútbol ya constituida, el torneo se recuperó en 1920 y lo ganó el Stadium Avilesino.
Poco después volvió a disputarse bajo la denominación de Campeonato de España de primera categoría - grupo B, o simplemente Campeonato de España del grupo B. Se disputó anualmente entre 1923 y 1926 y participaban en él los campeones regionales de segunda categoría (también llamada en aquella época primera categoría-grupo B).

Por acuerdo de la Asamblea nacional celebrada en Vigo en julio de 1922, se organizó y disputó un campeonato nacional entre los campeones regionales del grupo B de 1ª categoría, que fue suprimido por la Asamblea de 1927. Durante su celebración resultaron vencedores: el Martinenc F.C., de Barcelona, en 1923; el Acero Club, de Olaveaga, en 1924; el Club Deportivo Júpiter, de Barcelona, en 1925, y el Pasayako Lagun Ederrak, de Pasajes, en 1926.
Federación Española de Fútbol. Anuario 1936. p. 120.

## Historial
| Temporada | Campeón           | Subcampeón           | Resultado | Lugar         | Incidencias                           |
| --------- | ----------------- | -------------------- | --------- | ------------- | ------------------------------------- |
| 1913      | CE Sabadell       | Cardenal Cisneros FC | 1-2, 2-1  | Madrid        | Partidos de desempate (1-1, 1-1, 1-0) |
| 1920      | Stadium Avilesino | Martinenc FC         | 3-2       | Gijón         |                                       |
| 1923      | Martinenc FC      | CD Esperanza         | 4-2       | San Sebastián |                                       |
| 1924      | Acero Club        | Osasuna FC           | 2-1       | Sevilla       |                                       |
| 1925      | CD Júpiter        | Athletic de Gijón    | 4-1       | Valencia      |                                       |
| 1926      | Pasayako          | FC Badalona          | 2-2       | Zaragoza      | Partido de desempate (1-0)            |